# バトン・グインネット
バトン・グインネット（英語: Button Gwinnett、1735年4月10日 - 1777年5月19日）は、アメリカ合衆国の政治家。ジョージアの代表として、アメリカ独立宣言に2番目（最初の署名者の右）に署名を行った。1777年にジョージア邦の暫定的な知事となり、現在アトランタ都市圏の主要な郊外であるグイネット郡は彼にちなんで名付けられたものである。政敵との決闘で命を落としたが、その署名が希少価値となり高値で売買されることになった。

## 生涯

### アメリカ移住
1735年にイングランド、グロスタシャーのダウンハザリーで、ウェールズ人の両親、サミュエル・グインネット牧師とアン・グインネット夫妻の息子として生まれた。グインネットの誕生日に付いては諸説あるが、1735年4月10日にグロスターのセントキャサリン教会で洗礼を受けた。グロスターの王立学校に通った後、ブリストルで商人として働き始めた。1755年にウルヴァーハンプトンに転居し、1757年に地元のアン・ボーンと結婚した。1732年、夫妻はウルヴァーハンプトンを離れアメリカ大陸に移住した。

### ジョージアでの政歴
当初はチャールストンに到着し、1765年までにサバンナに動いた。グインネットは商人を諦めて商品を全て売り払い、セントキャサリンズ・アイランドに土地を購め、プランテーション経営を始めた。農園主として繁栄し、1769年までに土地でも名声を得て、植民地議会議員に選出された。議員の任期の間に、政界における主要なライバルはラックラン・マッキントッシュであり、ライマン・ホールは親密な同調者であった。1775年まで植民地の権利の強い提唱者にはならなかったが、この時その所有地のあるセントジョン郡が、当時の出来事に対して植民地がやや保守的な反応をしたために、ジョージアから脱退すると脅した。
グインネットはジョージア民兵隊の指揮官に指名されたが、その職を辞退し、大陸会議の代表に選ばれた。大陸会議では、1776年7月4日にアメリカ独立宣言の最初の紙の写しに署名し、羊皮紙の宣言が完成するまでフィラデルフィアに留まった。8月2日に最終的な写しに署名した。独立宣言への署名後、バージニアまでやはり独立宣言署名者であるカーター・ブラクストンと同行し、ジョン・アダムズによって起草された邦憲法案を運んだ。大陸会議の代表である間に、大陸軍の第1ジョージア連隊を指揮する准将の候補者となったが、これはラックラン・マッキントッシュに持っていかれた。ライバルに職を取られたことでひどく辛い思いをした。
ジョージア邦議会議員を務め、1777年にはジョン・アダムズの小冊子を元にしてジョージアでは最初の邦憲法の初稿を作成した。間もなくジョージア邦議会の議長となり、この職をジョージア邦知事のアーチボルド・バロックが死んだときまで務めた。グインネットは議会の執行委員会によってその空席に昇任させられた。グインネットはこの職にあって、マッキントッシュの指導力を弱らせようとした。

### 決闘
グインネットはイギリス領東フロリダへの侵攻を計画した。議会が開会中であったために、自分で軍隊を率いていく訳にも行かず、マッキントッシュの部下の士官にその任務を任せた。この侵攻は最終的に失敗に終わった。1777年5月にグインネットが知事選で敗れたことは、この遠征の失敗による可能性が強い。この時マッキントッシュはグインネットの当惑を楽しみ、失敗した作戦のことで公然と批判した。ただし、グインネットには非がないという結論が出ていた。グインネットはマッキントッシュに決闘を申し込み、サバンナ近くの小さな町サンダーボルトで1777年5月16日、決闘が行われた。二人共に傷つき、マッキントッシュは生き残ったが、グインネットは足の骨が打ち砕かれたことからくる壊疽が原因で3日後に死去した。
ジョージア州オーガスタの郡庁舎の前に花崗岩のオベリスク、署名者の碑はアメリカ独立宣言に署名したグインネットや他の2人のジョージア人を記念するものである。彼らの遺骸は碑の下に再葬されたが、グインネットの埋葬場所は発見されなかった。

## 署名の価値
グインネットはかなり目立たない歴史上の人物であるが、とはいえ一つだけ名声となるものがある。彼の署名はSF作家のアイザック・アシモフがその短編『バトン、バトン』で効果的に使ったという事実で、世界でも最も貴重なものになった。一般の評価では、グインネットの現物署名の例がガイウス・ユリウス・カエサルやウィリアム・シェイクスピアなどの次に来ることになり、これまでのアメリカ人では最も価値有る署名ということになっている。ある例ではグインネットの署名が15万ドルで売却された。この異常なくらい高い価格は、アメリカ独立宣言の署名者56名の自署を全て集めようという多くの収集家の望みと、グインネットの署名の希少さの組み合わせによるものである。グインネットは独立宣言署名まで目立たない存在であり、署名後間もなく世を去ったために、現存する自署は30個に満たない。1920年代、彼の署名の5つが著名な希覯本販売者A・S・W・ローゼンバックに所有されていた。